# Iximché
Iximché egy közép-amerikai, a maja kultúrához tartozó régészeti helyszín Guatemala területén, Chimaltenango megyében, az Atitlán-tó északkeleti partjának közelében. Chimaltenango városától északnyugatra, Tecpán település mellett fekszik. 

## Leírás
Iximché városa viszonylag fiatal, mivel 1463 körül alapították. Neve a „kukorica” jelentésű ixim és a „fa” jelentésű chée szavak összetételéből származik, és a kenyérdiófa nevű növényra utalhat. Lakói a kakcsikelek voltak, akik fővárosukká is tették Iximchét. Amikor a spanyolok elfoglalták Guatemalát, 1524-ben saját első fővárosukat is itt jelölték ki. A Pedro de Alvarado által alapított főváros azonban a harcias őslakók ellenállása miatt kénytelen volt új helyre költözni, így épült fel később az Almolonga-völgyben Santiago de los Caballeros de Guatemala, a mai Antigua Guatemala.
A területen piramistemplomok, paloták és labdajáték-terek romjai maradtak meg, némelyik építmény magassága a 10 métert is eléri.

## Képek

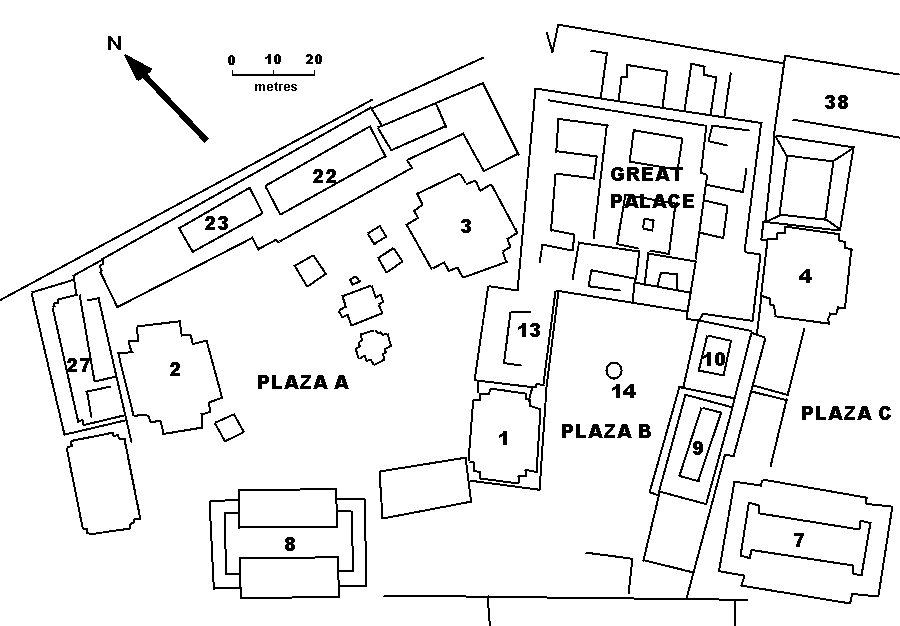
A romterület központi részének alaprajza
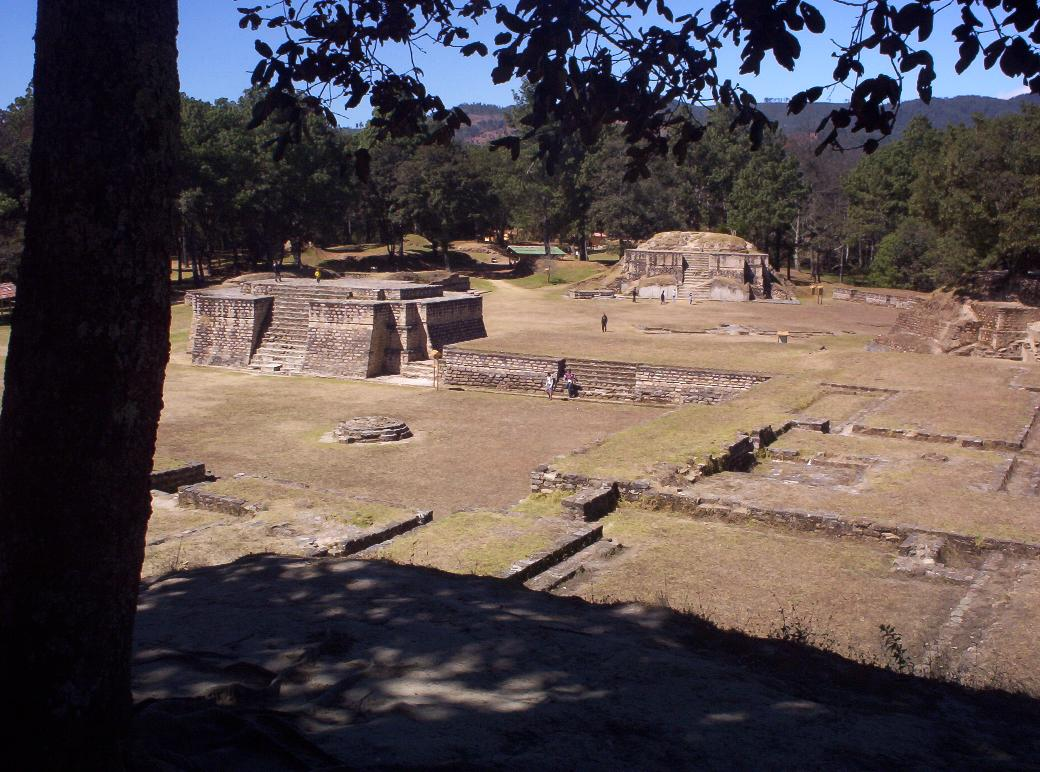
Iximché
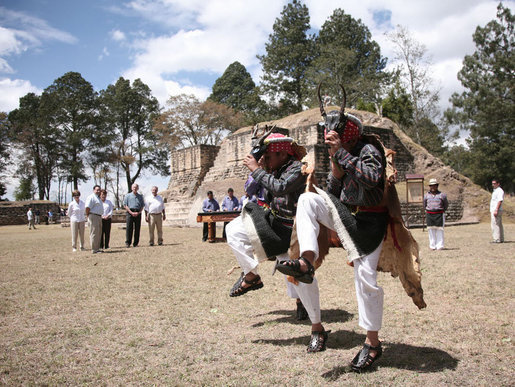
Hagyományőrző táncosok Iximchében
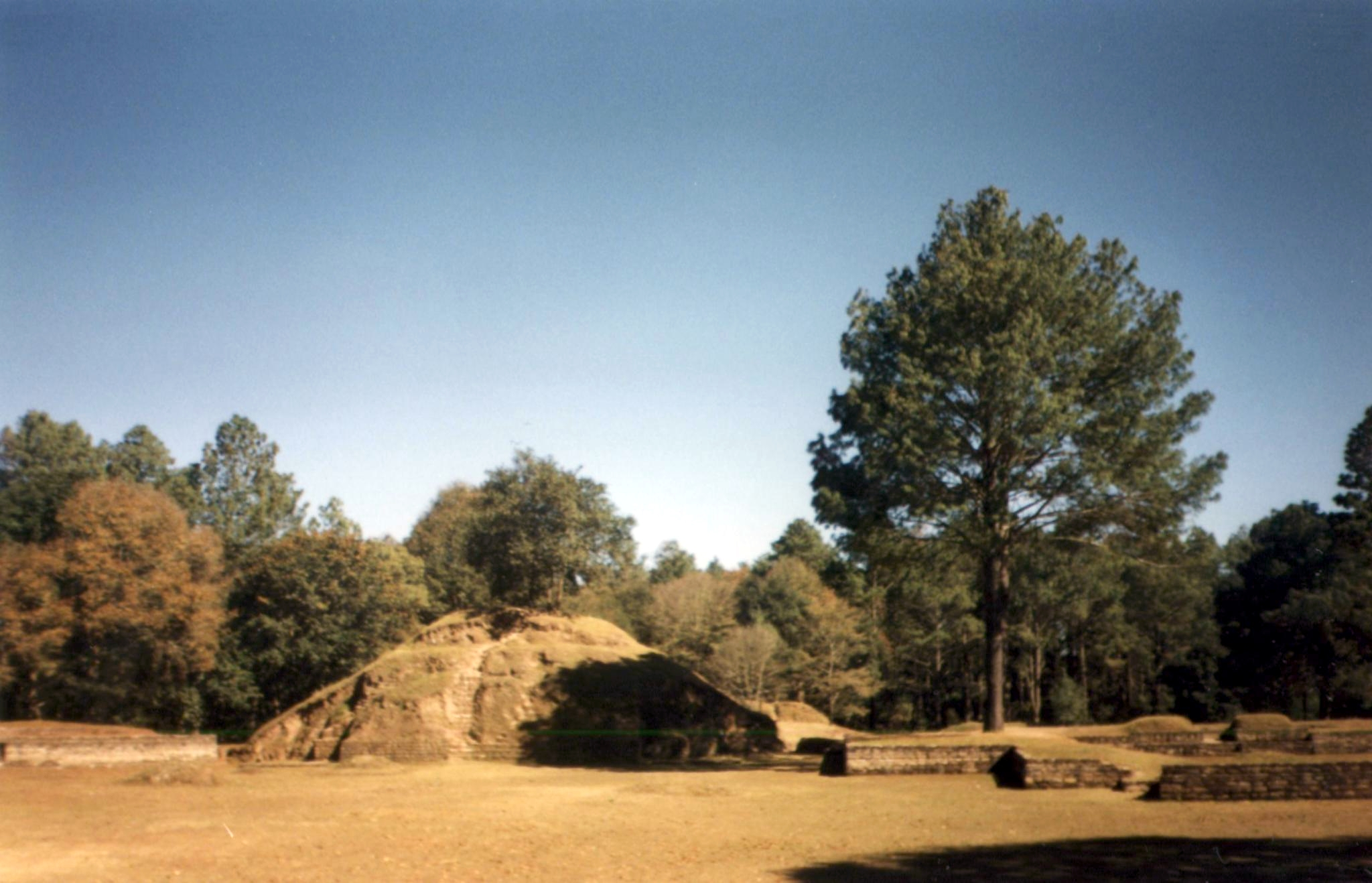
Egy iximchéi építmény